# Герб Люблинского воеводства
Герб Люблинского воеводства (пол. Herb Województwa Lubelskiego) — один из официальных символов Люблинского воеводства Польши. Утверждён Постановлением Сеймика Люблинского воеводства № XLVI/615/02 от 23 сентября 2002 года.

## Описание
Официальное описание герба Люблинского воеводства:

Гербом Люблинского воеводства является изображение серебряного (белого) оленя в прыжке, с короной на шее, размещённое в красном поле.
Оригинальный текст (пол.)Herbem Województwa Lubelskiego jest wizerunek srebrnego (białego) jelenia w skoku, z koroną na szyi, umieszczony w polu czerwonym.— Statut Województwa Lubelskiego § 4a.
Впервые герб Люблинского воеводства (Земли Люблинской) упоминается в середине XIV века. Польский летописец Ян Длугош в своём произведении «Анналы, или хроники великих королей Польши» (лат. Annales seu cronicae incliti Regni Poloniae), созданном в 1464—1480 годах, даёт подробное описание герба: «Земля Люблинская несёт на красном поле рогатого оленя, к прыжку готового, шея которого украшена золотой короной».
Позднее изображение оленя с короной стало официальным гербом нового Люблинского воеводства, созданного в 1474 году указом короля Казимира IV на территориях, отделённых от Сандомирского воеводства.
Люблинский олень с короной встречается также на королевских печатях Сигизмунда I и Сигизмунда II Августа.